# Дол-при-Любляні
Дол-при-Любляні (словен. Dol pri Ljubljani) — поселення в общині Дол-при-Любляні, Осреднєсловенський регіон, Словенія. 
Висота над рівнем моря: 271 м.